# Murat Parlak

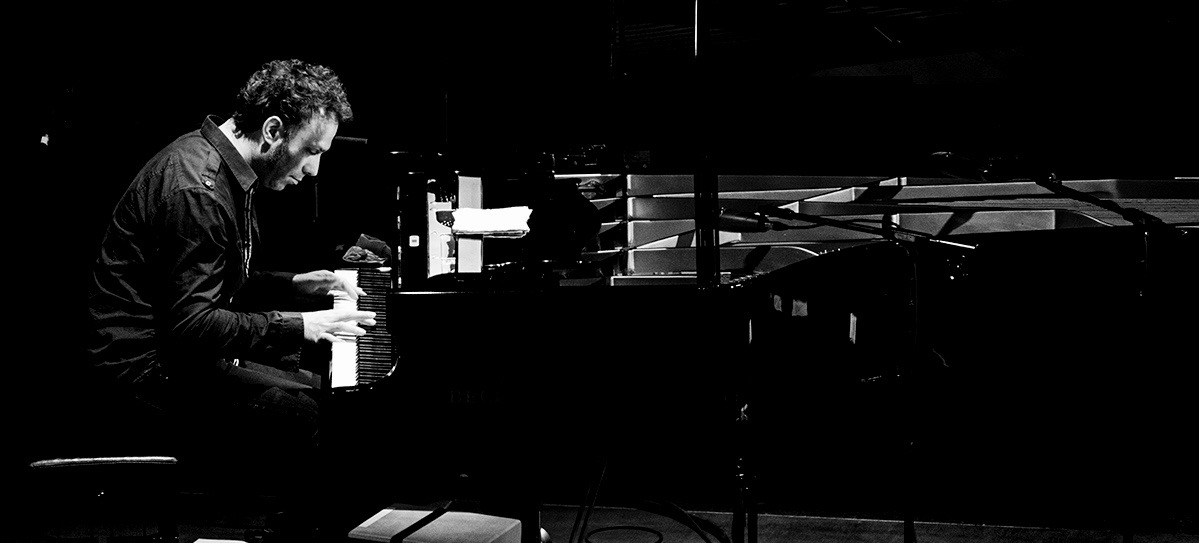
Murat Parlak live in Mainz 2015

Murat Parlak (* 1975 in Kempten (Allgäu)) ist ein deutscher Komponist, Pianist und Sänger, der sowohl als langjähriges Bandmitglied der britischen New-Wave-Ikone Anne Clark als auch durch mehrere eigene Bandprojekte und diverse Auftragsarbeiten unter anderem in Theaterkreisen bekannt ist. Als Musiker bedient er von Klassik über Jazz und Elektronische Musik bis hin zu Rockmusik und Hip-Hop verschiedene Stile.

## Leben und Wirken

### Kindheit und musikalischer Werdegang
Murat Parlak entstammt einem türkisch-kurdischen Elternhaus und wuchs im Allgäu auf. In seiner Jugend lernte er Klavierspielen und gab schon Konzerte in Europa, Costa Rica, Panama und Honduras, bevor er von 1996 bis 1998 Klavier unter anderem an der Berufsfachschule für Musik in Krumbach studierte und fortan unter anderem Kompositionen für Orchester, Chor und Soloinstrumente sowie Theatermusiken schrieb und Auftragskompositionen für Werbefilme verfasste.

### Zusammenarbeit mit anderen Musikern
Parlak arbeitete mit Jazzmusikern wie Franco Ambrosetti, Egberto Gismonti und Branford Marsalis zusammen und musizierte klassisch unter anderem für Yehudi Menuhin und das Budapest Philharmonic Orchestra. Als Auftragsarbeit in Form eines in Budapest stattfindenden privaten klassischen Konzertes verfasste er zudem eine „Weltfriedenshymne“ für den Dalai Lama, die in dessen Beisein bei einer Feier des Club of Budapest aufgeführt wurde.
2002 begleitete Parlak im Ensemble Floating Stone die britische Musikerin Anne Clark auf ihrer Europa-Tournee und auf ihrem Album From The Heart – Live In Bratislava am Klavier. Seither ist er als Pianist und Sänger festes Bandmitglied der Künstlerin, mit der er auch 2008 durch Europa tourte und bei zahlreichen Konzerten auftrat.
Darüber hinaus war und ist Murat Parlak in mehreren eigenen Musikgruppen aktiv: Mit dem „Murat-Parlak-Trio“ (Murat Parlak, Klavier/Wladimir Napoles aus Cuba, Bass/Matteo Piazza aus der Schweiz, Schlagzeug) spielt er Jazzkonzerte in ganz Europa. Die in Lugano/Schweiz ansässige Band „Parlaque“, vermischt rockige Elemente mit Jazz und Pop. Weitere Projekte sind u. a. das Trio Hitchcoques und Soul Babies. Mit dem Schlagzeuger Timm Schauen gründete Parlak 2016 das Piano-Drums-Duo Esmeralda, das manchmal auch mit einem Bassisten agiert.
Auch mit dem Schauspieler Dominique Horwitz arbeitet Parlak zusammen. Seit 2013 ist Murat Parlak mit Horwitz und Band mit der Rock-Crossover-Oper Me and the Devil auf Tournee.

### Produktion für Theater, Rundfunk und Hörbücher
2007 war Parlak musikalischer Leiter der Aufführung von René Goscinnys Kleinem Nick am Staatstheater Stuttgart. Daneben hatte er die musikalische Leitung bei Harald Schmidts Elvis lebt. Und Schmidt kann es beweisen, das am 12. Oktober 2007 ebenfalls am Stuttgarter Staatstheater Premiere hatte, im Fernsehen gezeigt (3sat) und im Mai 2008 bei den Ruhrfestspielen aufgeführt wurde. Zum Einsatz kam bei Elvis lebt neben dem Theaterensemble auch Parlaks Trio „Baby Grand“.
Seit 2008 verfasste er mehrere Hörspiel-Musiken, etwa für den ARD-Radio-Tatort Mordlauf oder für das SWR-Hörspiel Super Elli von Heidi von Plato sowie für andere Hörspielproduktionen des SWR. Ab 2009 arbeitete er zusammen mit dem Regisseur Kai Grehn an Hörspielen bzw. Hörbüchern. Die Hörspielproduktion „Die künstlichen Paradiese“ (nach Charles Baudelaire) spielte Murat Parlak zusammen mit Anne Clark die Komposition „Be drunk“ ein. Als Hörbuch wurden „Die künstlichen Paradiese“ 2012 mit dem Deutschen Hörbuchpreis in der Kategorie „Das besondere Hörbuch / Besonderer Wagemut“ ausgezeichnet. Für Kai Grehns Hörspiel „Sturmhöhe“ nach Emily Brontës Wuthering Heights, bei dem u. a. auch Bibiana Beglau, Alexander Fehling, Franziska Wulf, Jule Böwe, Jens Wawrczeck und andere mitwirkten, hat Parlak mehrere kürzere Klavierstücke komponiert, zu denen Anne Clark Gedichte und Texte Emily Brontës rezitativ vorträgt.

### Parlak als Songwriter
Weniger bekannt ist Murat Parlak als eigenständiger Liedermacher, der in seiner CD Prisoners’ League auch seine Texte selber verfasst.
Zudem veröffentlicht er seit 2024 mit dem Sänger Adrian Marwitz unter dem Namen Van Adam eigene Musik. So erschien 2024 die Single "Das Leben".

## Diskografie
Eigenständige Veröffentlichungen:
- 1997 – Metamorphosen (CD; eigene Kompositionen moderner Klassik)
- 2007 – Prisoners’ League (CD; Rockmusik mit eigener Band)
- 2008 – „Hitchcoques“ (EP; mit der Band „Hitchcoques“)
- 2024 – "Das Leben" (Single; als Teil von dem Duo "Van Adam")

Piano und Gesang in Anne Clarks Band:
- 2003 – From the Heart – Live in Bratislava (aufgenommen in den Studios von Slovenský rozhlas in der Slowakei während der European Acoustic Tour am 17. November 2002)
- 2008 – The Smallest Acts of Kindness
- 2013 – Enough mit Anne Clark
- 2020 – Over (Piano Version) mit Moritz Eigner (STACK) und Luisa Achinger

Hörspielmusik mit SWR/ARD:
- 2008 – ARD Radio Tatort „Mordlauf“ von Christine Lehmann
- 2008 – SWR „Cosima“, Regie: Günter Maurer
- 2008 – SWR „Thea’s Lachen“ – Hörspiel von Heidi von Plato
- 2009 – SWR „Super Elli“ von Heidi von Plato
- 2012 – Charles Baudelaire – Die künstlichen Paradiese (Hörspiel von Kai Grehn u. a. mit Jeanne Moreau, Nouvelle Vague u. a.)
- 2013 – Enough – Live in Zürich (mit Anne Clark und Murat Parlak, Solo Klavier)
- 2013 – Emily Brontë „Sturmhöhe“ (kleine Kompositionen für Klavier und Stimme)
- 2022    hr2-Kultur: Jane Austen „Stolz und Vorurteil“ (Hörspiel von K. Grehn, mit Maeve Metelka, Alexander Fehling, u. v. a.)

Gastbeiträge für Floating Stone, die Band von Anne Clarks Gitarrist Jeff Aug:
- 2006 – Arco’s Third Eye (Doppel-CD; Piano beim Song For Anne, Gesang beim Song Istanbul)

Albumveröffentlichungen als Produzent:
- 2010 Jeff Aug: Livingroom Sessions
- 2012 Jeff Aug: Wedding Song

## Kritiken
Besonders in Solokonzerten, konstatieren Kritiker regelmäßig, kann Murat Parlak seine Virtuosität und sein Talent entfalten, den Funken vom und zum Publikum überspringen zu lassen: „Wenn sich Murat Parlak an den Flügel setzt, beginnt er nicht (nur) in eigentlichen Sinne Klavier zu spielen, er knipst ein Kraftwerk an …“, oder schon 2003: „er kann verzaubern und wie ein musikalischer Berserker wüten“, nach wenigen Takten scheint Parlak mühelos den unmittelbaren Kontakt zwischen Künstler und Publikum herzustellen.
Parlak gelingt es, aus der Intuition heraus dynamische Balladen mit dramatischer Spannung aufzubauen. Seinem improvisatorischen Spiel als Solist und auch Pianobegleiter wird von mehreren Kritikern eine „Skrjabinsche Tiefe“, das heißt eine an Skrjabin gemahnende „Poesie der Ekstase“ bescheinigt.